# Ōi Kentarō (Politiker)

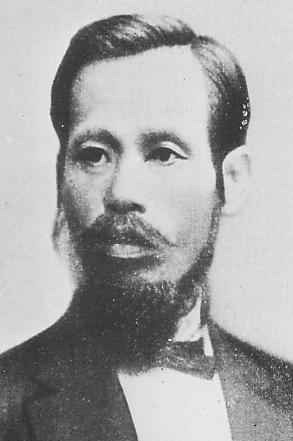
Ōi Kentarō

Ōi Kentarō (japanisch 大井 憲太郎; geboren 3. September 1843 im Dorf Takanami, Kreis Usa, Provinz Buzen (heute Stadt Usa, Präfektur Ōita); gestorben 15. Oktober 1922) war ein sozialistisch orientierter japanischer Politiker.

## Leben und Wirken
Ōi Kentarō verließ jung seine Heimat, befasste sich in Nagasaki mit Rangaku, also mit der „Westlichen Wissenschaft“. Er dann ging nach Edo, dem heutigen Tōkyō. Dort studierte er politische Theorie, Recht und Wirtschaft. Mit Frankreich befasste er sich unter Mitsukuri Rinshō, verfasste das „Lexikon zur französischen Politik“ (仏国政典, Fūkoku seiten). Ōi wurde berühmt für seine Diskussionen mit dem Gelehrten Katō Hiroyuki über das Thema Nationalversammlung. Er beteiligte sich an der Gründung der „Patriotischen Gesellschaft“ (愛国社, Aikoku-sha) und schloss 1885 schloss der Nachfolgegesellschaft, der „Liberalen Partei“ an. Dort entwickelte er sich zum Sprecher des extrem linken Flügels, was z. B. beim Chichibu-Zwischenfall, bei dem es um verarmte Bauern ging, deutlich wurde. 1885 wurde er festgenommen im Zusammenhang mit einem Plan, die koreanische Regierung durch eine demokratischere zu ersetzen. Er kam bis 1889 ins Gefängnis.
Nach der Freilassung setzte sich Ōi für Gleichberechtigung der Menschen ein und beschloss 1892, eine eigene Partei, die „Liberale Partei des Fernen Ostens“ (東洋自由党. Tōyō jiyūtō) zu gründen. Diese Partei, die sich für die Gleichberechtigung aller Männer, für den Schutz der Arbeiter und Bauern und für eine starke Außenpolitik einsetzte, wurde bereits nach zwei Monaten aufgelöst. Während des Japanisch-russischen Kriegs kümmerte er sich un notleidende Japaner in der damals russischen Mandschurei, in späteren Jahren wurde er von der Südmandschurischen Eisenbahn-Aktiengesellschaft unterstützt. Ōi setzt sich auch nach dem Rückzug aus der Politik weiter für die Armen ein.
Zu Ōis Schriften gehören „Jiyū ryakuron“ (自由略論), etwa „Theorie der Freiheit, kurzgefasst“, und „Jiji yōron“ (時事要論), etwa „Notwendige Kommentare zu aktuellen Ereignissen“.